# Hemerotrecha fruitana
Hemerotrecha fruitana är en spindeldjursart som beskrevs av Muma 1951. Hemerotrecha fruitana ingår i släktet Hemerotrecha och familjen Eremobatidae. Inga underarter finns listade i Catalogue of Life.